# Tito Zaniboni
Pour les articles homonymes, voir Zaniboni.
Tito Zaniboni (né à Monzambano le 1er février 1883, mort à Rome en 1960) est un homme politique italien.

## Biographie
Tito Zaniboni participe à la Première Guerre mondiale obtenant le grade de major et se distinguant par des actes de bravoure. À son retour, il est franc-maçon et député du Parti socialiste unitaire de 1920 à 1925 et président du consortium ferroviaire de la Ligne Mantoue-Peschiera (it). 
Après les élections de mai 1921, il fait partie des socialistes qui signent le 3 août 1921, le « pacte de pacification » avec les députés fascistes Acerbo et Giuriati .
Il est connu pour avoir organisé avec le général Luigi Capello un attentat contre Benito Mussolini le 4 novembre 1925, prévoyant de tirer avec une arme de précision depuis la fenêtre de l'hôtel Dragoni qui se trouvait en face du balcon du  Palazzo Chigi où le duce devait se présenter. L'attentat ne réussit pas, à cause de la trahison d'un compagnon et d'un espion (le commissaire Giuseppe Dosi ?). Zaniboni est arrêté trois heures avant l'attentat et condamné pour haute trahison à trente ans d'emprisonnement qui sont transformés en confinement à Ponza. Le jour suivant, le parti socialiste unitaire et le quotidien La Giustizia sont dissous. Il restera en confinement de 1925 à 1943. Quand il est libéré le 8 septembre 1943, il est appelé par Pietro Badoglio qui a remplacé Mussolini pour faire partie du gouvernement, mais il refuse. Il devient haut commissaire à l'épuration puis haut commissaire pour les réfugiés et les anciens combattants jusqu'en 1945. Il est réélu député du parti socialiste italien jusqu'en 1955 avant de se retirer de la vie politique.
Il décède en 1960 à Rome, ses concitoyens lui ont dédié une place, sa dépouille repose à Monzambano, ville à laquelle il fut toujours lié.